# Michitaka Akimoto
Michitaka Akimoto (Shizuoka, 24 september 1982) is een Japans voetballer.

## Carrière
Michitaka Akimoto speelde tussen 2005 en 2010 voor Ventforet Kofu. Hij tekende in 2011 bij Kyoto Sanga FC.